# كولن فنسنت
كولن فنسنت (بالإنجليزية: Colin Vincent)‏ هو كيميائي بريطاني، ولد في القرن العشرين.